# Гексан
Гекса́н — органическое вещество, насыщенный углеводород (химическая формула - {\displaystyle {\ce {C6H14}}}), относящийся к классу алканов.
Существует 5 изомеров гексана — изомер линейного строения — н-гексан, и 4 изомера разветвлённого строения. Обычно под термином «гексан» подразумевается изомер линейного строения. Изомеры немного различаются по физическим свойствам, в частности, по температурам плавления и кипения.

## Свойства
Бесцветная жидкость со слабым запахом (напоминающим дихлорэтан). Показатель преломления {\displaystyle n_{D}^{20}=1{,}37506.}
Н-гексан имеет низкое значение октанового числа, около 24—26 и является нежелательной составной частью синтетического бензина, снижающего его октановое число.
Ототоксичен (может ухудшать слух).

## Получение гексана
Н-гексан содержится в значительных количествах в бензине прямой перегонки. Большие количества его изомеров содержатся в бензине каталитического крекинга и в алкилированном бензине.

## Применение
- Гексан входит в состав бензина.
- В условиях ароматизации нефтепродуктов и каталитического риформинга гексан дегидроциклизуется в бензол.
- 2,2-Диметилбутан и 2,3-диметилбутан используются как добавки к моторному топливу, улучшающие его качество.
- Применяется при экстрагировании растительных масел из семян растений.
- Органический неполярный растворитель[13] (в частности, хорошо растворяет и отмывает клей для этикеток; входит в состав очистителей монтажной пены).
- Активатор для цианоакрилатного клея в форме спрея в наборах для экспресс-склеивания.[источник не указан 1817 дней]

## Изомеры
Гексан имеет пять изомеров: 
| Традиционное название | Название по IUPAC | Химическая формула                          | Структурная формула |
| --------------------- | ----------------- | ------------------------------------------- | ------------------- |
| гексан н-гексан       | гексан            | {\displaystyle {\ce {CH3(CH2)4CH3}}}        |                     |
| изогексан             | 2-метилпентан     | {\displaystyle {\ce {(CH3)2CH(CH2)2CH3}}}   |                     |
| диэтилметилметан      | 3-метилпентан     | {\displaystyle {\ce {CH3CH2CH(CH3)CH2CH3}}} |                     |
| диизопропил           | 2,3-диметилбутан  | {\displaystyle {\ce {(CH3)2CHCH(CH3)2}}}    |                     |
| неогексан             | 2,2-диметилбутан  | {\displaystyle {\ce {(CH3)3CCH2CH3}}}       |                     |